# Grand Theft Auto IV: The Ballad of Gay Tony
Grand Theft Auto IV: The Ballad of Gay Tony este un expansion pack pentru jocul video Grand Theft Auto IV, dezvoltat de Rockstar North și publicat de Rockstar Games. Lansat inițial pe 29 octombrie 2009 pentru Xbox 360, expansion-ul a fost ulterior disponibil și pe PlayStation 3 și Microsoft Windows. The Ballad of Gay Tony este al doilea și ultimul expansion pack din seria Episodes from Liberty City, urmând după The Lost and Damned. Jocul adaugă o nouă poveste, personaje și mecanici de joc, oferind o experiență mai vibrantă și mai extravagantă comparativ cu tonul mai întunecat al jocului original.

## Povestea
Protagonistul principal al The Ballad of Gay Tony este Luis Fernando Lopez, un fost boxer devenit bodyguard și asistent personal al lui Anthony "Gay Tony" Prince, un faimos proprietar de cluburi de noapte din Liberty City. Povestea se desfășoară în același cadru temporal ca și Grand Theft Auto IV și The Lost and Damned, intersectându-se cu evenimentele și personajele din aceste jocuri.
Tony Prince este implicat în diverse afaceri murdare pentru a menține afacerile sale în funcțiune și a-și păstra stilul de viață luxos. Luis trebuie să se ocupe de problemele financiare și legale ale lui Tony, navigând prin lumea periculoasă a mafiei rusești, gangsterilor albanezi și a altor personaje dubioase din Liberty City. Pe parcursul jocului, Luis își confruntă propriile demoni și își reevaluează loialitățile.

## Gameplay
The Ballad of Gay Tony păstrează multe dintre mecanicile de joc din Grand Theft Auto IV, adăugând însă numeroase elemente noi. Printre acestea se numără:
- Arme noi: Jocul introduce o serie de arme noi, cum ar fi grenadele cu lipici, mitraliera Advanced MG, și luneta Explosive Sniper.
- Vehicule noi: Expansion-ul adaugă o varietate de vehicule noi, inclusiv mașini sportive rapide, elicoptere și bărci de mare viteză.
- Activități și misiuni secundare: Jucătorii pot participa la activități precum BASE jumping, competiții de lupte ilegale și gestionarea cluburilor de noapte.
- Cluburi de noapte: Un element central al jocului este gestionarea cluburilor de noapte, unde Luis trebuie să asigure buna funcționare a afacerilor și să mențină nivelul de satisfacție al clienților.
- Misiuni de poveste: Jocul include numeroase misiuni de poveste noi, care implică jafuri, conflicte armate și evenimente spectaculoase.

## Grafică și Sunet
Grafica din The Ballad of Gay Tony a fost îmbunătățită față de jocul original, adăugând mai multe efecte de iluminare și detalii vizuale. Atmosfera cluburilor de noapte este redată fidel, cu lumini strălucitoare, mulțimi animate și muzică vibrantă.
Soundtrack-ul jocului este divers și energic, incluzând piese din diferite genuri muzicale precum hip-hop, electro, dance și pop. Acesta contribuie semnificativ la atmosfera vibrantă și extravagantă a jocului.

## Recepție
The Ballad of Gay Tony a fost primit pozitiv de critici și jucători deopotrivă. Expansiunea a fost lăudată pentru povestea sa captivantă, personajele bine conturate și gameplay-ul diversificat. Recenziile au evidențiat și îmbunătățirile aduse graficii și sunetului, precum și noile mecanici de joc.
Criticii au apreciat tonul mai colorat și mai vesel al expansiunii, considerându-l un contrast binevenit față de atmosfera sumbră a jocului original și a primului expansion. Cu toate acestea, unii recenzori au menționat că unele misiuni pot fi prea dificile sau frustrante pentru jucători.

## Impact și Moștenire
The Ballad of Gay Tony a consolidat reputația seriei Grand Theft Auto ca fiind una dintre cele mai inovatoare și influente din industria jocurilor video. Expansiunea a demonstrat capacitatea Rockstar Games de a crea conținut suplimentar de înaltă calitate, care să îmbunătățească și să extindă universul jocului original.
Moștenirea lăsată de The Ballad of Gay Tony poate fi observată în titlurile ulterioare din serie, care au continuat să exploreze povești diverse și complexe, oferind în același timp o experiență de joc captivantă și plină de acțiune.
Grand Theft Auto IV: The Ballad of Gay Tony rămâne unul dintre cele mai memorabile și inovatoare expansion pack-uri din istoria jocurilor video. Cu o poveste captivantă, personaje memorabile și un gameplay diversificat, expansiunea a reușit să aducă un suflu nou universului Grand Theft Auto, consolidându-i statutul de clasic al industriei.